# Paradoxostoma pequegnati
Paradoxostoma pequegnati is een mosselkreeftjessoort uit de familie van de Paradoxostomatidae. De wetenschappelijke naam van de soort is voor het eerst geldig gepubliceerd in 1971 door McKenzie.